# Waldmohr
Waldmohr település Németországban, Rajna-vidék-Pfalz tartományban. Lakosainak száma 5281 fő (2023. december 31.).

## Népesség
A település népességének változása:
| Lakosok száma | 4301 | 5151 | 5191 | 5211 | 5302 | 5281 |
|               | 1975 | 2017 | 2019 | 2021 | 2022 | 2023 |